# Chócues

Mapa étnico de Angola em 1970 (Área dos chócues e lundas marcada a castanho)

O povo chócue  ou côkwe é uma etnia banta que se concentra sobretudo no nordeste de Angola e numa larga faixa que de lá se estende até ao sul do país, mas também no extremo sudoeste da República Democrática do Congo e no extremo noroeste da Zâmbia. Fala a língua chócue.
Numa perspectiva etnológica, os chócues destacam-se pela sua tradição artística, particularmente pelas suas esculturas e máscaras.
Historicamente, estão envolvidos no colapso do Reino Lunda, e no nordeste de Angola continuam a viver numa estreita coabitação com a etnia lunda. A sua migração para o Sul, onde muitas vezes se radicaram por grupos  em espaços não utilizados por outras etnias, continuou até meados do século XX. A coesão entre eles muito deve a uma rede de autoridades tradicionais que inclui o seu hábitat nos países vizinhos. Em termos económicos, a sua base continua a ser a pequena agricultura, exclusivamente para efeitos de subsistência, bem como a caça. Até à data mostram-se pouco abertos ao cristianismo, salvo quando passam a fixar-se em contextos urbanos.
Os côckwes envolveram-se pouco na guerra anti-colonial e na Guerra Civil Angolana. Depois da independência de Angola, foram a única etnia que, nas duas primeiras eleições parlamentares, conseguiu eleger deputados de um pequeno partido, o Partido de Renovação Social (PRS) que representa os seus interesses específicos.

## Outras designações
Nos tempos coloniais foram adoptadas variantes, algumas aportuguesadas, outras atribuídas aos povos chócues, pelo que os mesmos podem ser referidos em muita literatura como Quiocos, Chocué, Ciokwe, Djok, Shioko, Tchocué, Tshokwe, Tchokwe e Tschiokloe.